# Championnat de Slovénie de football 2021-2022
Navigation
2020-2021 2022-2023
La saison 2021-2022 du championnat de Slovénie de football est la trente-et-unième édition de la première division slovène à poule unique, la PrvaLiga. Les 10 meilleurs clubs slovènes jouent les uns contre les autres à 4 reprises durant la saison, 2 fois à domicile et 2 fois à l'extérieur. À l'issue de la saison, l'avant-dernier joue un barrage de promotion-relégation et le dernier est directement relégué en D2.
Le NŠ Mura, tenant du titre, défend son titre de champion de Slovénie.

## Participants
| \| NK Maribor Olimpija Ljubljana NK Domžale NŠ Mura NK Celje NK Aluminij FC Koper NK Bravo NK Tabor Sežana NK Radomlje \| Localisation des clubs engagés dans le championnat. |
| NK Maribor Olimpija Ljubljana NK Domžale NŠ Mura NK Celje NK Aluminij FC Koper NK Bravo NK Tabor Sežana NK Radomlje                                                           |

Légende des couleurs
- Premier tour de qualification de la Ligue des champions 2021-2022
- Deuxième tour de qualification de la Ligue Europa Conférence 2021-2022
- Premier tour de qualification de la Ligue Europa Conférence 2021-2022
- Promu de D2

| Club                  | Se maintient depuis | Classement 2020-2021 | Stade                 | Capacité théorique |
| --------------------- | ------------------- | -------------------- | --------------------- | ------------------ |
| NŠ Mura               | 2018                | 1er                  | Stadion Fazanerija    | 3 782              |
| NK Maribor            | 1991                | 2e                   | Stadion Ljudski vrt   | 12 435             |
| NK Olimpija Ljubljana | 2009                | 3e                   | Stadion Stožice       | 16 038             |
| NK Domžale            | 2003                | 4e                   | Stadion Domžale       | 3 100              |
| NK Bravo              | 2019                | 5e                   | ŽŠD Stadion           | 2 468              |
| NK Tabor Sežana       | 2019                | 6e                   | Stade Rajko Štolfa    | 1 200              |
| NK Aluminij           | 2016                | 7e                   | Park Aluminij Sport   | 300                |
| NK Celje              | 1991                | 8e                   | Arena Petrol          | 13 600             |
| FC Koper              | 2020                | 9e                   | Stadion Bonifika      | 4 047              |
| NK Radomlje           | 2021                | 1er (D2)             | Športni park Radomlje | 700                |

## Compétition

### Classement
Le classement est établi sur le barème de points classique (victoire à 3 points, match nul à 1, défaite à 0).
Pour départager les égalités, on tient d'abord compte du nombre de points en confrontations directes, puis de la différence de buts en confrontations directes, puis du nombre de buts marqués en confrontations directes, puis de la différence de buts générale et enfin du nombre total de buts marqués.
| Rang | Équipe                | Pts | J  | G  | N  | P  | Bp | Bc | Diff |
| ---- | --------------------- | --- | -- | -- | -- | -- | -- | -- | ---- |
| 1    | NK Maribor            | 70  | 36 | 21 | 7  | 8  | 57 | 37 | +20  |
| 2    | FC Koper C            | 67  | 36 | 19 | 10 | 7  | 54 | 38 | +16  |
| 3    | NK Olimpija Ljubljana | 62  | 36 | 18 | 8  | 10 | 53 | 38 | +15  |
| 4    | NŠ Mura T             | 57  | 36 | 15 | 12 | 9  | 57 | 50 | +7   |
| 5    | NK Bravo              | 49  | 36 | 13 | 10 | 13 | 33 | 33 | 0    |
| 6    | NK Radomlje P         | 46  | 36 | 12 | 10 | 14 | 47 | 52 | -5   |
| 7    | NK Domžale            | 45  | 36 | 11 | 12 | 13 | 47 | 46 | +1   |
| 8    | NK Celje              | 42  | 36 | 12 | 6  | 18 | 46 | 50 | -4   |
| 9    | NK Tabor Sežana       | 30  | 36 | 7  | 9  | 20 | 30 | 41 | -11  |
| 10   | NK Aluminij           | 24  | 36 | 4  | 12 | 20 | 33 | 72 | -39  |

|  | Qualification pour le premier tour de qualification de la Ligue des champions 2022-2023      |
|  | Qualification pour le deuxième tour de qualification de la Ligue Europa Conférence 2022-2023 |
|  | Qualification pour le premier tour de qualification de la Ligue Europa Conférence 2022-2023  |
|  | Participation au barrage de promotion-relégation                                             |
|  | Relégation en deuxième division                                                              |
|  | T : Tenant du titre C : Vainqueur de la Coupe de Slovénie P : Promu de D2                    |

### Résultats
| Résultats (▼dom., ►ext.)                                   | ALU | BRA | CEL | DOM | KOP | MAR | MUR | OLI | RAD | TAB |
| NK Aluminij                                                |     | 0-1 | 0-1 | 0-1 | 0-0 | 3-0 | 1-1 | 1-0 | 0-2 | 3-2 |
| NK Bravo                                                   | 0-0 |     | 2-1 | 0-1 | 1-2 | 0-2 | 0-0 | 2-0 | 0-0 | 0-2 |
| NK Celje                                                   | 0-0 | 1-0 |     | 3-1 | 1-3 | 2-3 | 1-0 | 1-1 | 2-0 | 2-2 |
| NK Domžale                                                 | 1-1 | 0-2 | 1-0 |     | 2-3 | 3-3 | 4-1 | 0-2 | 2-0 | 1-1 |
| FC Koper                                                   | 1-3 | 0-1 | 2-2 | 4-2 |     | 2-0 | 3-2 | 0-1 | 3-2 | 1-0 |
| NK Maribor                                                 | 3-0 | 1-1 | 2-0 | 3-1 | 2-0 |     | 1-1 | 0-0 | 1-0 | 2-0 |
| NŠ Mura                                                    | 3-2 | 1-1 | 1-0 | 1-1 | 0-0 | 3-1 |     | 1-0 | 4-2 | 0-3 |
| NK Olimpija Ljubljana                                      | 3-1 | 1-1 | 1-0 | 2-1 | 1-3 | 3-1 | 1-0 |     | 2-3 | 1-0 |
| NK Radomlje                                                | 2-2 | 0-2 | 3-2 | 0-2 | 1-4 | 1-2 | 2-2 | 1-1 |     | 0-1 |
| NK Tabor Sežana                                            | 4-0 | 0-2 | 0-1 | 0-0 | 0-1 | 0-1 | 1-1 | 1-2 | 0-1 |     |
| - Victoire à domicile - Match nul - Victoire à l'extérieur |     |     |     |     |     |     |     |     |     |     |

| Résultats (▼dom., ►ext.)                                   | ALU | BRA | CEL | DOM | KOP | MAR | MUR | OLI | RAD | TAB |
| NK Aluminij                                                |     | 0-2 | 0-6 | 1-1 | 1-1 | 3-3 | 0-1 | 2-3 | 0-4 | J36 |
| NK Bravo                                                   | 2-1 |     | 3-0 | 0-2 | J36 | 3-1 | 1-2 | 0-0 | 0-3 | 0-1 |
| NK Celje                                                   | 3-2 | 2-0 |     | 2-1 | 1-2 | 0-1 | 1-3 | J36 | 0-0 | 1-0 |
| NK Domžale                                                 | 3-1 | 3-0 | J35 |     | 0-1 | 0-2 | 1-1 | 2-0 | 0-0 | 1-1 |
| FC Koper                                                   | 2-0 | 0-0 | 3-1 | 0-2 |     | 1-2 | 2-2 | 1-0 | J35 | 1-0 |
| NK Maribor                                                 | J35 | 1-2 | 1-0 | 1-0 | 1-1 |     | 1-1 | 1-0 | 0-0 | 2-0 |
| NŠ Mura                                                    | 3-0 | 2-2 | 3-2 | 3-1 | 1-2 | J36 |     | 3-2 | 0-2 | 1-0 |
| NK Olimpija Ljubljana                                      | 6-0 | 1-0 | 2-4 | 1-1 | 2-2 | 1-0 | J35 |     | 4-1 | 1-0 |
| NK Radomlje                                                | 1-1 | 2-1 | 2-1 | J36 | 0-1 | 1-4 | 3-2 | 0-1 |     | 0-0 |
| NK Tabor Sežana                                            | 1-1 | J35 | 2-1 | 2-1 | 1-1 | 1-2 | 0-2 | 1-2 | 1-2 |     |
| - Victoire à domicile - Match nul - Victoire à l'extérieur |     |     |     |     |     |     |     |     |     |     |

### Barrage de promotion-relégation
À la fin de la saison, l'avant-dernier de première division affronte la deuxième meilleure équipe de deuxième division pour tenter de se maintenir.
| Équipe               | Aller | Total | Retour | Équipe                |
| -------------------- | ----- | ----- | ------ | --------------------- |
| NK Tabor Sežana (D1) | 3 - 1 | 8 - 3 | 5 - 2  | NK Triglav Kranj (D2) |

Légende des couleurs
- Le club se maintient en première division.
- Promotion en première division.
- Le club reste en deuxième division.
- Relégation en deuxième division.

Les deux clubs restent dans leur division respective.

## Bilan de la saison
| Championnat de Slovénie de football 2021-2022                        |                        |
| Champion                                                             | NK Maribor (16e titre) |
| Coupes et trophées                                                   |                        |
| Vainqueur de la Coupe de Slovénie 2021-2022                          | FC Koper               |
| Qualifications continentales                                         |                        |
| Ligue des champions 2022-2023                                        | NK Maribor             |
| Ligue Europa Conférence 2022-2023                                    | FC Koper               |
| Ligue Europa Conférence 2022-2023                                    | NK Olimpija Ljubljana  |
| Ligue Europa Conférence 2022-2023                                    | NŠ Mura                |
| Promotions et relégations                                            |                        |
| Promus en Championnat de Slovénie de football                        | ND Gorica              |
| Relégués en Championnat de Slovénie de football de deuxième division | NK Aluminij            |